# Modellbauverein
Modellbauvereine bieten ihren Mitgliedern die Gelegenheit, gemeinsam ihrem technisch anspruchsvollen Hobby nachzugehen. Meist verfügen die Vereine über ein geeignetes Gelände, um die jeweiligen Modelle zu bewegen (Modellflugplatz, Modellflughalle, Modellrennstrecke, See, Clubheim mit stationärer Modellbahn). Für einige Modelle (beispielsweise Flugmodelle mit einem Gewicht über 5 kg) gibt es gesetzliche Bestimmungen, die den Einsatz auf besonders gesicherte Vereinsgelände beschränken. Die gesetzlich vorgeschriebenen Prüfungen und Überwachungen zum Betrieb bestimmter Modellklassen werden im Modellflugbereich zum Teil vom Dachverband dem Deutschen Modellfliegerverband durchgeführt.
Bedingt durch die handwerklichen Herausforderungen beim Modellbau liegt der Schwerpunkt der Vereinsarbeit im intensiven Erfahrungsaustausch der Mitglieder. Von den Modellbauvereinen organisiert sind auch öffentliche Veranstaltungen wie Modellflugtage oder Meisterschaften, zu denen meist auch Mitglieder anderer Vereine eingeladen werden, und die mit ihrer Mischung aus Show und Wettkampf regelmäßig viele Besucher anlocken.